# Château de Neuville-sur-Oise
 (janvier 2014).
Si vous disposez d'ouvrages ou d'articles de référence ou si vous connaissez des sites web de qualité traitant du thème abordé ici, merci de compléter l'article en donnant les références utiles à sa vérifiabilité et en les liant à la section « Notes et références ».
Pour les articles homonymes, voir Château de Neuville.
Le château de Neuville-sur-Oise représente sept siècles d'histoire au bord de l'Oise et un fonds d'archives exceptionnel qui déborde largement les limites de la vie locale. Il est inscrit monument historique depuis 1952.

## Historique
C'est tout d'abord à la famille Deliès de Pontoise, descendants des Valois, qu'appartient la seigneurie de Neuville. Elle passe ensuite aux barons de Conflans. C'est d'ailleurs sous Charles de la Grange, baron de Conflans, père d'Anne de La Grange-Trianon, que cette seigneurie prend une certaine importance. Il fait construire de 1640 à 1654 les deux ailes et le corps central du château tel qu'il apparaît aujourd'hui. 
En 1775, sa descendance le vend à Florimond, comte Mercy d'Argenteau, ambassadeur d'Autriche en France auprès des rois Louis XV puis Louis XVI pour surveiller Marie-Antoinette. Pendant la Révolution, il vend le domaine à un négociant du nom de Picquefeu lequel, pour se faire bien voir, fait brûler tous les registres et titres féodaux. La propriété est ensuite achetée en mai 1822 par la famille Cornudet des Chomettes qui s'y installe. Cette famille fait de très gros travaux d'aménagement, d'embellissement et de terrassement (toiture, façades, boiseries, fenêtres). C'est une famille d'Empire, fortunée et avec de belles alliances (Vanlerberghe, La Redorte, Suchet d'Albuferat) et qui se consacre à la politique. Le comte Joseph Alfred Cornudet des Chomettes, le dernier de cette courte mais brillante lignée, a trois filles de son mariage avec Jeanne de Villeneuve Bargemon. L'aînée épouse le marquis de Chabrillan, Edmée le Marquis de Saint Chaman, lequel est tué lors de la Première Guerre mondiale, et la troisième le baron Petit de Beauverger.

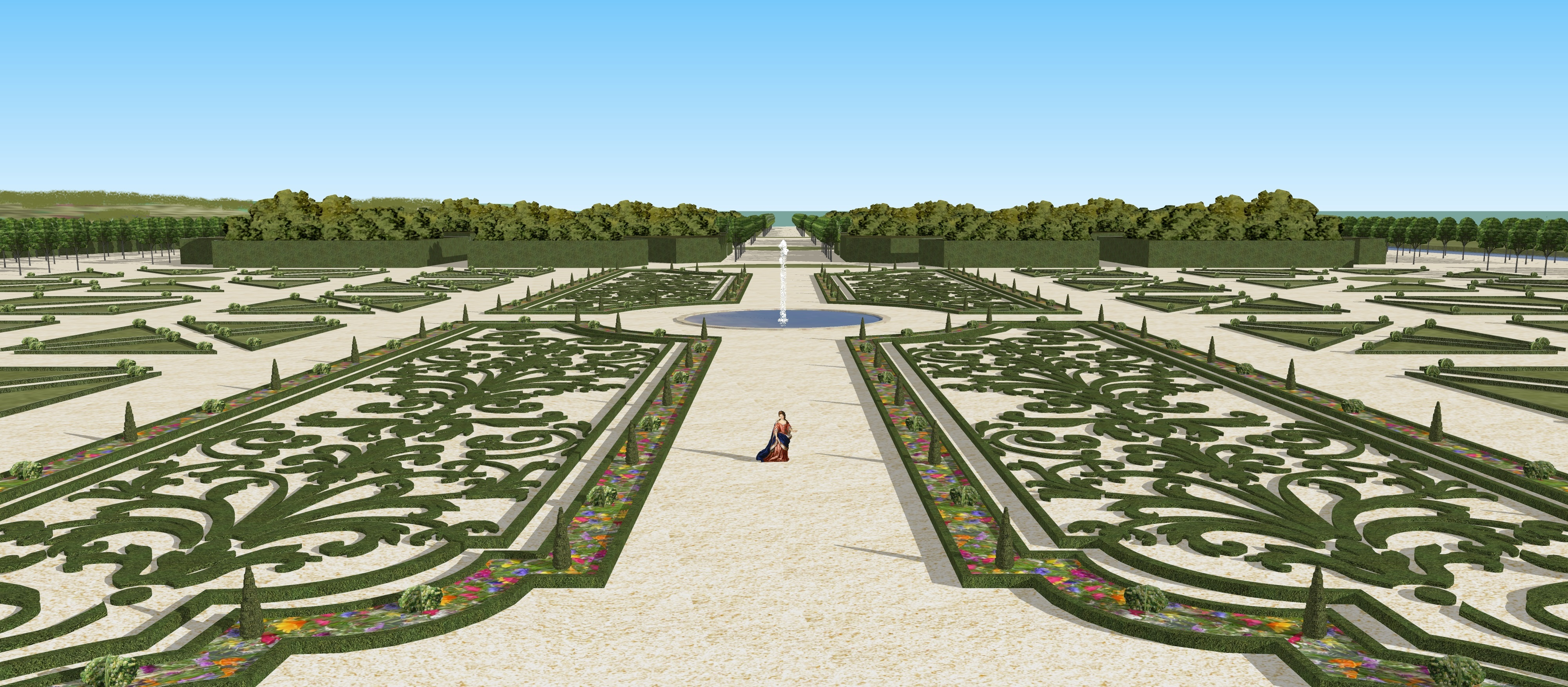
Restitution du grand parterre du château de Neuville, Val d'Oise, XVIIIe.
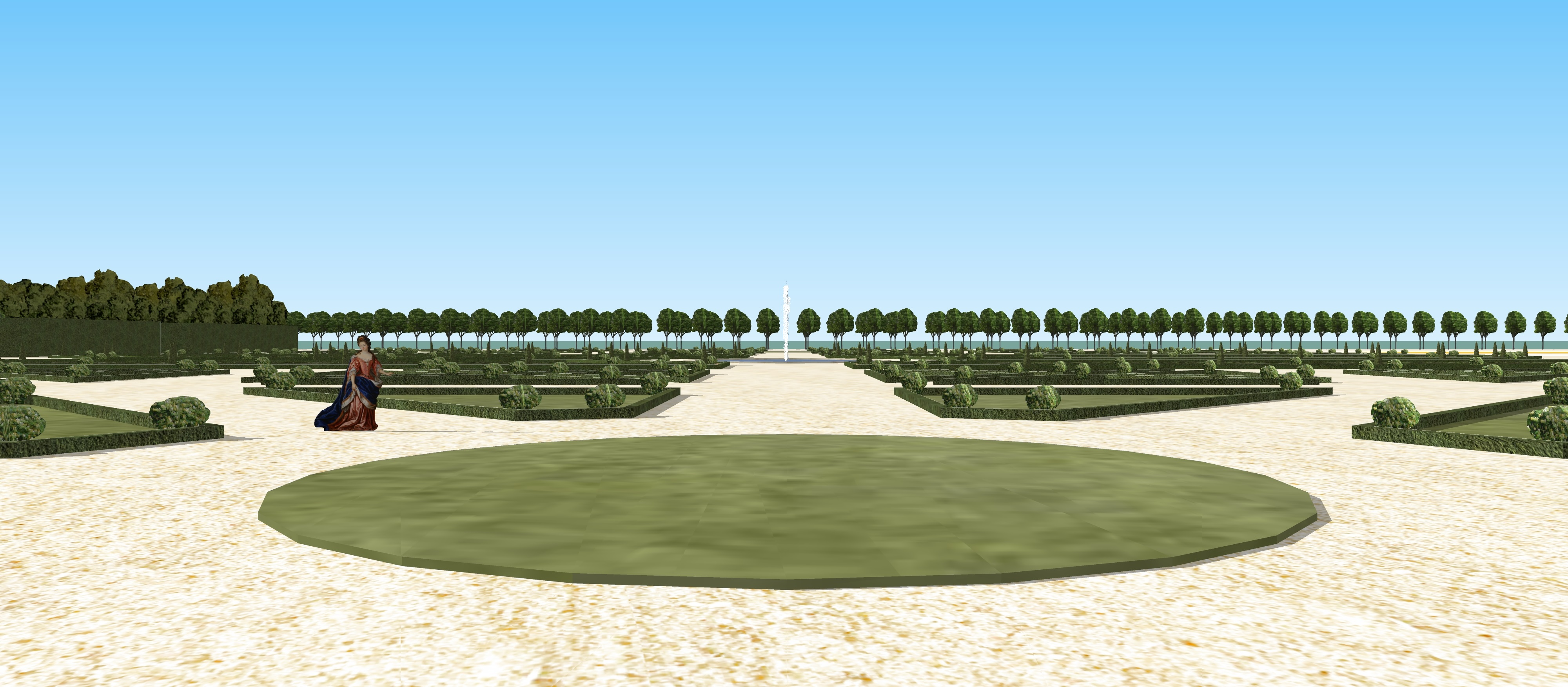
Restitution de la vue sur le parterre de Neuville, depuis l'allée latérale, XVIIIe

### Fin du siècle dernier
Bertrand de La Poëze d'Harambure, mari de Jeanne de Chabrillan, en devient propriétaire en 1960. La propriété totalise alors 130 hectares de cultures. Celui-ci est maire de Neuville-sur-Oise à partir de 1959, et l'un des politiciens locaux qui favorise l'installation de la Ville Nouvelle de Cergy-Pontoise. Il marque ses mandats par la construction de l'école du village et le don à la municipalité de plus de 5,000 m2 pour créer la place centrale du village. Il est petit à petit exproprié au profit de la ville nouvelle. Lorsque celle-ci a pour plan en 1989 de construire une autoroute devant le château et une station d'épuration des eaux, il oblige l'Établissement public à lui racheter l'ensemble de la propriété. Après avoir cédé le château, il procède à la rénovation d'anciennes maisons du village. Ses descendants restent attachés à Neuville par la présence du caveau de famille dans le cimetière du village.

### Nouvelle destination
Depuis son acquisition en 1989, l'Établissement public de la Ville nouvelle laisse le château tomber en ruine, celui-ci étant abandonné sans surveillance au vandalisme. Le maire de Neuville-sur-Oise, Jacques Feyte, ne trouve finalement une solution qu'en 2001 pour y installer un centre de retraite avec le groupe Epinomis.

## Archives du château
Préalablement à la vente de la propriété à l'Établissement public de Cergy-Pontoise, celle-ci est démeublée et les statues du parc déménagées quai Voltaire, à Paris. Les meubles et les bibelots font alors l'objet d'un partage entre les quatre fils, l'un d'eux faisant transporter une partie du mobilier en Autriche au château impérial d'Artstetten. Le reste est vendu dans une vente aux enchères sur place. Les archives du château ont fait l'objet d'un dépôt privé auprès des Archives départementales du Val-d'Oise. 30 cartons retracent l'histoire ancienne et 190 cartons l'histoire du domaine. Le chartrier représente ainsi une rare fresque familiale et publique depuis l'ancienne seigneurie, les institutions de l'Ancien Régime, la gestion du domaine et la vie privée de brillants aristocrates.